# White Rock (Illinois)
Pour les articles homonymes, voir White Rock.
White Rock est une communauté incorporée du comté d'Ogle dans l'Illinois.

## Géographie
White Rock est situé dans le township de White Rock, à 8 km au sud-sud-ouest de Davis Junction.
On peut y retrouver le cimetière de White Rock, à 6,5 km au sud de Holcomb, au coin des rues Mower et Church. Le cimetière a été inauguré dans les milieu des années 1800, et la première personne enterrée est John Campbell, qui s'était fait assassiner par des brigands de route en 1841.